# Радигојна
Радигојна је насељено мјесто града Врбовског, у Горском котару, у Приморско-горанској жупанији, Република Хрватска.

## Географски положај
Радигојна је најсјеверније село Моравица. Мјесто се налази на 1 км од познате Лујзијане. На сјеверу и западу граничи са Брод Моравицама и њеним селима: Веле Драге, Мале Драге и Раздрто, на истоку се граничи са врбоштанским селима: Блажевци и Запећ, а са јужне стране настављају се српскоморавичка села: Томићи, Буњевци, Јакшићи, и Тополовица. Насеље се налази на 645 m надморске висине. Међу највишим врховима у моравичком крају убрајају се и радигојнски: Велико Брдо (763m), Радигојнски Врх (782m) и Грич (785,94m).

## Становништво
Према попису становништва из 1857. године, Радигојна је имала 103 становника. Највећи број становника у Радигојни био је 129 — 1910. године, а од тада па до данас слиједи константан пад, па према посљедњем попису из 2001. године, село има само 38 становника у 13 домаћинстава. Према попису становништва из 2011. године, насеље Радигојна је имало 23 становника.
| Националност       | 1991. | 1981. | 1971. | 1961. |
| Срби               | 43    | 38    | 51    | 63    |
| Хрвати             | 1     | 1     | 1     | 1     |
| Југословени        | 1     | 15    | 2     |       |
| остали и непознато | 2     | 1     |       | 1     |
| Укупно             | 47    | 55    | 54    | 65    |

| Демографија | Демографија | Демографија |
| Година      | Становника  | Становника  |
| ----------- | ----------- | ----------- |
| 1961.       | 65          |             |
| 1971.       | 54          |             |
| 1981.       | 55          |             |
| 1991.       | 47          |             |
| 2001.       | 38          |             |
| 2011.       |             | 23          |

## Галерија
- Радигојна и сусједи
- Радигојна ортофото